# Singularidades de uma Rapariga Loura
Singularidades de uma Rapariga Loura é um conto de Eça de Queirós publicado em Contos (1902), e fala-nos da história amorosa de Macário, que se encontrava numa estalagem no Minho com o narrador.
O conto inspirou um filme de Manoel de Oliveira que foi lançado em 2009.

## Sinopse
História de um jovem caixeiro, honesto e trabalhador, chamado Macário, que mora e trabalha  com o tio Francisco e se apaixona por uma vizinha "loura como uma vinheta inglesa" chamada Luísa. Expulso da casa do tio, que não concorda com aquela união, e demitido do emprego, viaja às ilhas de Cabo Verde, onde enfrenta adversidades, para fazer fortuna e poder casar com sua amada. Mas uma falha no caráter de Luísa põe por terra os planos do rapaz.